# Proactif
En psychologie le terme proactif est un néologisme qui décrit une personne prenant en main la responsabilité de sa vie, plutôt que de rechercher des causes dans les circonstances ou les personnes extérieures.

## Origine
Son origine est attribuée au docteur Viktor Frankl, neuropsychiatre existentiel autrichien et auteur en 1946 de  Découvrir un sens à sa vie traduit de l’allemand Trotzdem Ja zum Leben sagen et plus connu à travers le monde anglo-saxon sous le titre Man's Search for Meaning.
Viktor Frankl souligne l’importance du courage, de la volonté et de la responsabilité individuelle de reconnaître la liberté de choix et d’agir quelles que soient les épreuves de la vie.

## Liberté de choix
Alain Paul Martin publie en 1983 son livre La Gestion proactive qui définit un cadriciel de gestion fondée sur la liberté de choix et axée sur quatre familles d'options génériques : 
1. options attentistes ou de laisser-faire ;
2. options conformistes (minimum pour ne pas s’attirer d’ennuis) ;
3. options actives (jouer le jeu et faire ce qui est pratique courante ou normale telle que par exemple la norme ISO 9000) et
4. options proactives, c'est-à-dire convertir une menace en opportunité favorable, prévenir un risque (un conflit ou une crise), créer des occasions sans égal ou optimiser les bénéfices et l'avantage compétitif, quelle que soit la situation. Si possible, faire bien mieux avec le moins de ressources, voire changer les règles du jeu.

## Interprétations erronées
Comme le terme « proactif », parfois écrit « pro-actif », est un néologisme, il est fréquemment mal compris, soit utilisé comme synonyme du mot « actif » ou improprement opposé au mot « réactif ». En outre, les choix réactifs raisonnés (non impulsifs) peuvent être conformistes, actifs, voire proactifs. Martin souligne l'importance de choisir librement en fonction de nos intérêts, nos valeurs, nos alliances et nos coûts/bénéfices.
- Dans le livre Les 7 habitudes de ceux qui réalisent tout ce qu'ils entreprennent (et Les Sept Habitudes des gens efficaces) publié en 1989, Steven Covey ignore les quatre familles d'options suggérées, six années plus tôt, par Alain Martin. Il va donc à l’encontre de la liberté de choix génériques du cadriciel de gestion proactive en réduisant considérablement la portée du terme « proactif » à une logique binaire simpliste, l’opposant à « réactif ». Par surcroit, il a même sommé ses lecteurs à « être proactifs » dès le premier chapitre (en anglais « be proactive »). Alain Martin avertit son lecteur qu’être proactif dans toute circonstance, ou avec tous les intervenants, n'est non seulement pas nécessaire, mais souvent une manifestation d’incompétence coûteuse, voire totalement inefficace.

- Dans L'Actualité terminologique en 1985, Raymond Pepermans note l'introduction du terme « proactif » dans le vocabulaire de gestion par Alain Martin :

« Le terme français « proactif » est largement répandu dans le milieu des conseils de gestion en raison des succès emportés par la gestion proactive d’Alain Martin. Comme cette méthode est enseignée aux cadres de l’administration fédérale, il n’est pas étonnant de constater la présence de ce terme dans les documents administratifs. À l’origine, ce terme fait partie du vocabulaire de la psychologie et désigne qui agit sur des faits ou des processus à venir. On le retrouve dans le domaine des négociations collectives : négociation proactive, par analogie avec la psychologie, et en gestion, dans le sens d’une gestion prévoyant tous les événements pouvant se produire avec les modes d’action correspondants. Cette gestion est plus souple et moins systématique que la gestion prévisionnelle classique, fondée sur les modèles prédéterminés. Elle fait intervenir des facteurs d’indétermination comme la validité des hypothèses, les facteurs décisifs de succès et l’analyse du risque dans la planification. Cette méthode spécifique méritait certainement un vocable particulier pour être dénommée et le choix du terme « gestion proactive » n’est certainement pas impropre. Dans les sciences humaines, les emprunts terminologiques d’une science à l’autre ne sont-ils pas monnaie courante ? »
— L'Actualité terminologique, vol. 18, no 9, 1985, Banque de terminologie, Secrétariat d'État